# Nylonmond
Nylonmond  (Originaltitel: Nylonový mesiac) ist eine Erzählung von Jaroslava Blažková. Sie erschien erstmals 1961 in slowakischer Sprache im Verlag Slovenský spisovateľ  in Bratislava. Die deutschsprachige Übersetzung von Erich Bertleff erschien 1962 im Paul Neff Verlag in Wien. Die slowakische Originalausgabe enthält außerdem die Erzählungen Autostop (Per Anhalter) und Dotyky cez stenu (Berührungen durch die Wand).

## Inhalt
Die Erzählung besteht aus drei  Kapiteln.
Im Bratislava der 1960er Jahre lebt der junge Architekt Andrej bei seiner Mutter Draha, einer Ärztin. Er erlebt die Beerdigung seines Vorgesetzten Vdovjak. Dieser gehörte noch der alten Generation an und war ein strenger und cholerischer Charakter. Auf der Beerdigung begegnet Andrej auch seinem Kollegen Pastinský und einer jungen Frau, die die beiden Männer Eichhörnchen nennen. Sie besprechen sich über eine Fachtagung, bei der die drei im Kollektiv arbeiten, und Andrej möchte die junge Frau in eine Espressobar einladen. Diese nimmt die Einladung an. In der Espressobar kommen sich Andrej und die junge Frau näher. Diese stellt sich ihm vor, sagt Andrej, dass sie Vanda heißt, und sie beginnen eine Beziehung.
Im zweiten Kapitel befinden sich Vanda und Andrej auf einem gemeinsamen Skiurlaub in einer Hütte in der Hohen Tatra. Als die beiden in einer Mondnacht den Himmel beobachten, erfindet Wanda den Begriff Nylonmond, weil der Mondschein auf sie unnatürlich wirkt. Später wird sie diesen Begriff auch als Metapher für das Lebensgefühl dieser Zeit verwenden. Die beiden kommen sich zwar zunächst näher, als Andrej Vanda aber gesteht, dass er sie heiraten möchte, beendet sie die Beziehung, da sie ein unabhängiges Leben führen möchte.
Das dritte Kapitel beschreibt den Alltag von Vanda und Andrej in Bratislava in der Zeit von Silvester bis zum Frühlingsbeginn. Ein Parteifunktionär liest in einer Zeitung, dass für einen Architekturwettbewerb für ein Hotel in der Hohen Tatra kein erster Preis verliehen worden sei. Den dritten Preis hätte eine Person mit dem Kennwort Nylonmond bekommen. Bei der Lektüre der Schlagzeile wundert sich der Parteifunktionär über dieses seltsame Wort. Zum Schluss erfährt der Leser, dass Andrej hinter diesem Kennwort steckt.

## Zitat
„Oben wäre der Nylonmond. Es ist unfaßbar, wie sich alles überschneidet, die Materialien, die Moralbegriffe, die Anschauungen, die Lebensweise. Auf ein und derselben Erde existieren wir und die Afrikaner, denen die Erfindung des Eisenpfluges unbekannt ist, und auch jener Mensch, der als allererster den Fuß auf den Mond setzen wird.“

## Kritik
„In der auf die Gefühlswelt der jungen Generation eingeschränkten Perspektive der Erzählungen liegen Stärke und Schwäche des Sammelbandes zugleich. Verzichten die Erzählungen auf der einen Seite darauf, dem hemmungslosen Individualismus der jungen Generation ein gleichgewichtiges Gegenbild gesellschaftlicher Verantwortung entgegenzusetzen, so gelingt ihnen andererseits eine treffende Milieu- und Charakterzeichnung, welche einen echten Fortschritt in der jungen slovakischen Prosa bedeutet.“

## Auszeichnungen
Jaroslava Blažková erhielt 1961 für Nylonmond den Preis des Verlags Slovenský spisovateľ für die beste Prosa des Jahres.

### Ausgaben
- Jaroslava Blažková: Nylonmond. Roman. Übersetzt von Erich Bertleff, Paul Neff Verlag, Wien 1962

### Sekundärliteratur
- Kindlers Literaturlexikon, Werke Nel-Oz, Deutscher Taschenbuch Verlag, München, 1974, ISBN 3-423-03156-5,  S. 6851